# Vinasat-1
Vinasat-1 — первый вьетнамский спутник, запущен 18 апреля 2008 года с помощью ракеты-носителя Ариан 5ECA с космодрома Куру во Французской Гвиане. Одновременно с Vinasat-1 на орбиту был выведен бразильский спутник Star One C2. Vinasat-1 предназначен для оказания телекоммуникационных услуг, в том числе телевизионного цифрового вещания, телефонной связи и др. на территории Вьетнама и ближайших к нему стран Юго-Восточной Азии. Расчётная точка стояния — 132° в. д. Стоимость изготовления спутника вместе с запуском и последующим обслуживанием составляет ≈ 300 млн USD.

## Конструкция
Vinasat-1 был изготовлен компанией Lockheed Martin Commercial Space Systems на базе платформы A2100A. Спутник имеет следующие габариты (Д × Ш × В) 3,8 × 1,9 × 1,9 метра (со сложенными антеннами и солнечными батареями). На КА установлены две панели солнечных батарей с размахом 14,7 метра. Для коррекции орбиты спутник оснащён британским двухкомпонентным апогейным ЖРД Leroc-1C, имеющий тягу 458 Н и 4 малыми двигателями MR-510.
Полезная нагрузка спутника состоит из 12 транспондеров Ku-диапазона и 8 транспондеров C-диапазона, имеющих мощность излучения соответственно 90 и 85 Вт и ширину пропускания 36 МГц.